# Амгу (село)
Амгу́ — село в Тернейском районе Приморского края Российской Федерации. Образует Амгунское сельское поселение.
Село Амгу приравнено к районам Крайнего Севера.

## География
Село Амгу стоит на левом берегу одноимённой реки при впадении её в Японское море.
Река Амгу в нижнем течении более спокойная, чем Кема.
В 120 км южнее (по берегу Японского моря) села Амгу находится село Великая Кема. В 35 км севернее (по побережью) находится село Максимовка.

## Население
| 1915 | 1926 | 2002  | 2005 | 2010 | 2011 | 2012 |
| ---- | ---- | ----- | ---- | ---- | ---- | ---- |
| 370  | ↘307 | ↗1008 | ↘947 | ↘842 | ↘837 | ↘802 |
| 2013 | 2014 | 2015  | 2016 | 2017 | 2018 | 2019 |
| ↘788 | ↘772 | ↘760  | ↗761 | ↘744 | ↘713 | →713 |
| 2020 |      |       |      |      |      |      |
| ↘695 |      |       |      |      |      |      |

## Инфраструктура
Предприятие «Амгу» (дочернее предприятие «Тернейлеса»), гостиница, кафе, школа, больница, магазины, аэропорт, пекарня.

## Достопримечательности
В 40 км от села, в верховьях реки, находятся красивейшие каньоны и живописные Амгинские водопады. Самый известный — водопад Чёрный Шаман (официальное название Большой Амгинский). Это один из самых высоких водопадов Приморья. Вода пробила узкое ущелье, которое назвали Пастью Дьявола. Он окружен двухсотметровыми мрачными скалами, скрывающими солнце. Снег и лед там держатся до середины июня.
Ниже водопадов есть «водолечебница» — каменные ванны, заполненные минеральной водой. В 2000 году к водопаду была расчищена тропа, и теперь маршрут довольно прост и подходит практически всем. Но он довольно продолжителен по времени — турфирмы обычно предлагают 10-дневный поход.
На территории села идет строительство православного храма в честь иконы Божией Матери «Торжество Пресвятой Богородицы» (Порт-Артурская икона Божией Матери). 
Автомобиль ГАЗ-ААА из села Амгу

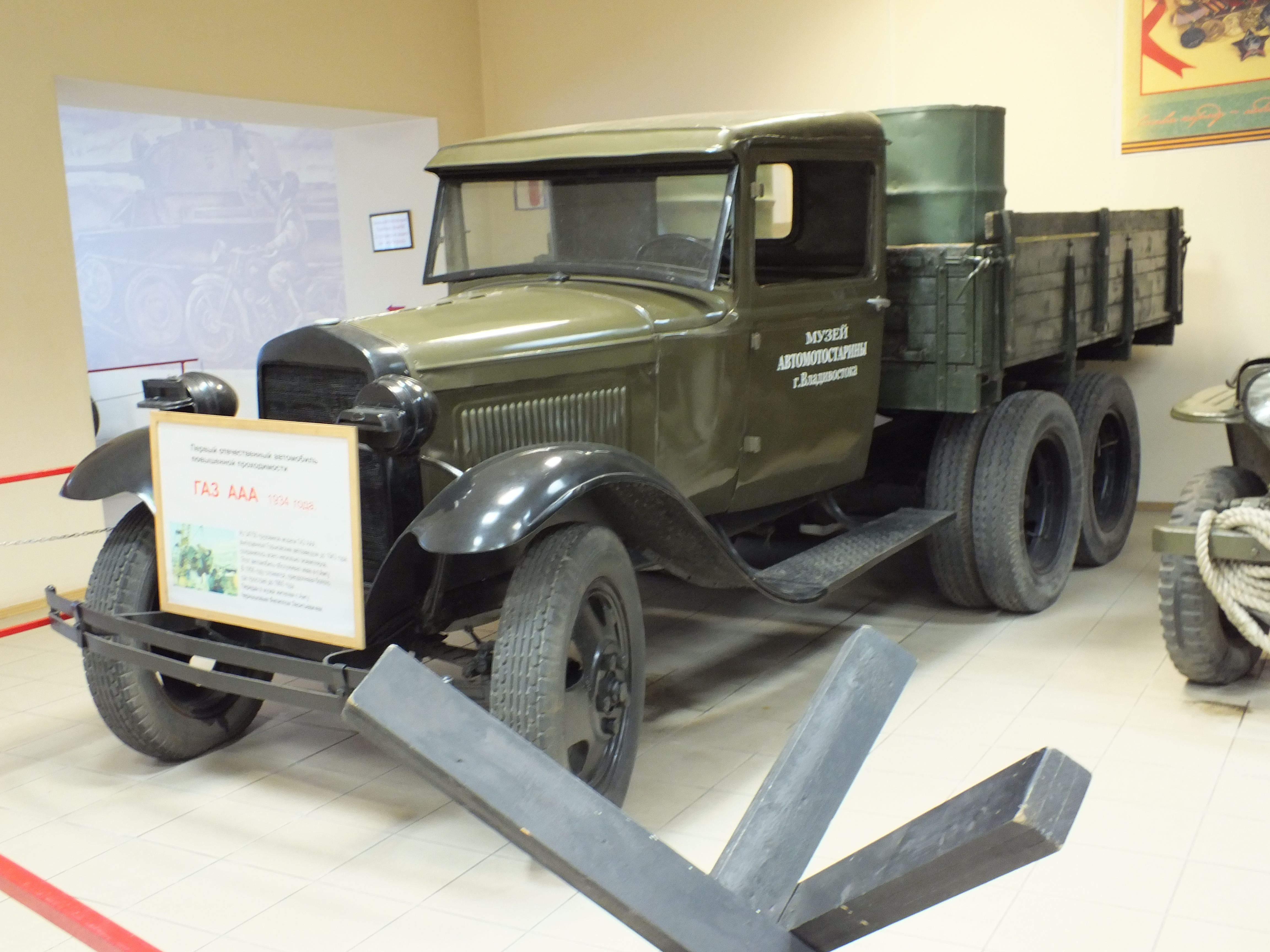
ГАЗ-ААА во Владивостокском музее автомотостарины

Во Владивостокском музее автомотостарины экспонируется трёхосный грузовой автомобиль ГАЗ-ААА, один из немногих сохранившихся в мире экземпляров. Этот музейный экспонат раньше работал в селе Амгу, обслуживая маяк. В 1956 г. сломался, преодолевая болото, где и простоял до 1993 года.